# الحجفة (الشرية)

تعديل مصدري - تعديل

الحجفة هي إحدى قرى عزلة آل غنيم بمديرية الشرية التابعة لمحافظة البيضاء، بلغ تعداد سكانها 474 نسمة حسب تعداد اليمن لعام 2004.